# Национален университет в Кордоба
Национален Университет в Кордоба (на испански: Universidad Nacional de Córdoba) е най-старият университет в Аржентина.

## История
Основан през 1613 г., университетът е един от най-старите и най-престижни университети в Латинска Америка. Колониалните университетски сгради, разположени в центъра на града, са обявени от ЮНЕСКО за световно културно наследство през 2000 г.

## Структура
- Училище по право и социални науки
- Училище по архитектура, градоустройство и дизайн
- Училище за точни, физически и природни науки
- Училище по икономика
- Училище по химия
- Училище по селско стопанство
- Училище по Медицина
- Училище по философия и хуманитарни науки
- Училище по математика, астрономия и физика
- Училище по езици
- Училище по дентална медицина
- Училище по психология
- Училище по изкуства (създадено от ноември 2011 г.)